# Dobos B. Magda
Dobos B. Magda, családi nevén Brauch Magda (Temesvár, 1937. február 28. –) magyar filológus.

## Életútja
Középiskolát Aradon végzett, a Babeș-Bolyai Tudományegyetem magyar nyelv és irodalom szakán szerzett diplomát. Először Kisiratos és Majlát községekben tanított, s az aradi Vörös Lobogó szerkesztőségében dolgozott. 1989 után a Zarándok munkatársa.
1975-től az aradi pedagógiai líceumban tanított. Első tanulmányát a NyIrK közölte (1970/2), Kosztolányi Dezső nominális szerkesztésmódjáról értekezése jelent meg a Szabó Zoltán szerkesztette Tanulmányok a magyar impresszionista stílusról c. kötetben (1976). 2009-től a székelyudvarhelyi Erdélyi toll. Irodalmi és művelődési folyóirat (főszerk. Beke Sándor) szerkesztője Csire Gabriellával.

## Kötetei
- A nominális szerkesztésmód mint stilisztikai eljárás a magyar impresszionista szépirodalomban; Univ. Babeş-Bolyai – Facultatea de filologie, Cluj-Napoca, 1977[2]
- Brauch Magda: Magyarról magyarra. Nyelvművelő írások; Erdélyi Gondolat, Székelyudvarhely, 2001
- Közös anyanyelvünkért. Nyelvművelő írások; Erdélyi Gondolat, Székelyudvarhely, 2003
- Beszélni kell! avagy Használjuk anyanyelvünket. Nyelvművelő írások; Erdélyi Gondolat, Székelyudvarhely, 2006
- Székely karácsony. Versek és elbeszélések karácsony ünnepéről. Kisantológia; vál., szerk. Brauch Magda; Erdélyi Gondolat, Székelyudvarhely, 2008
- Karácsonyi álom. Magyar írók és költők karácsonya. Antológia; vál., szerk. Brauch Magda; Erdélyi Gondolat, Székelyudvarhely, 2008
- Székely Útkereső antológia. 1990-1999. Válogatás a Székely Útkereső 1990-1999-es évfolyamaiból; vál., összeáll., bev. Brauch Magda, repertórium, névmutató Gyepesi Sándor; Erdélyi Gondolat, Székelyudvarhely, 2008 (Székely útkereső kiadványok)
- Becsüld a népet! A Székely Útkereső irodalmi és művelődési folyóirat gyermekirodalmi antológiája. Válogatás a folyóirat 1990-1999-es évfolyamaiból; vál., összeáll., előszó Brauch Magda; Erdélyi Gondolat, Székelyudvarhely, 2008
- Csíksomlyó hazavár. Antológia; vál., összeáll. Brauch Magda; Erdélyi Gondolat, Székelyudvarhely, 2008
- Székely Útkereső : 1990-1999 : Laptörténet és sajtóvisszhang / Beke Sándor, Brauch Magda ; a bev. tanulmányt írta Barabás István. Székelyudvarhely : Erdélyi Gondolat, 2008. 375 p., [64] t. : ill. ISBN 978-973-8320-56-7
- Szeretlek, kedvesem! : Híres magyar múzsák / Brauch Magda. Székelyudvarhely : Erdélyi Gondolat, 2008. 104 p. ISBN 978-973-8320-52-9
- Rejtvényes nyelvművelő : Gyermekeknek és felnőtteknek / Brauch Magda. Székelyudvarhely : Erdélyi Gondolat, 2009. 55 p. ISBN 978-606-534-006-0
- A vers megközelítése Brauch Magda. Arad : Concord Media Jelen, [2010] 168 p. (Irodalmi jelen könyvek) ISBN 978-973-7648-38-9
- "Jó szóval oktasd, játszani is engedd"; Concord Media Jelen, Arad, 2012 (Irodalmi jelen könyvek)
- Személyi igazolvány. Felvillanó emlékkockák; Concord Media Jelen, Arad, 2013 (Irodalmi jelen könyvek)
- A Halak jegyében; Concord Media Jelen, Arad, 2015 (Irodalmi jelen könyvek)
- Csakazértis; Concord Media Jelen, Arad, 2018 (Irodalmi jelen könyvek)

## Díjak, elismerések
- Sütő András-díj, a nyelvőrzés díja (2008)[3]